# Leucoraja erinacea
Leucoraja erinacea és una espècie de peix de la família dels raids i de l'ordre dels raïformes.

## Morfologia
- Els mascles poden assolir 54 cm de longitud total.
- Té un òrgan elèctric a la regió de la cua.[3][4][5]

## Reproducció
És ovípar i les femelles ponen entre 10 i 35 càpsules d'ous a l'any, les quals presenten com unes banyes a la closca.

## Depredadors
Als Estats Units és depredat pel tauró gris (Carcharhinus plumbeus).

## Hàbitat
És un peix marí, de clima temperat (49°N-33°N, 78°W-59°W) i demersal que viu entre 0–329 m de fondària.

## Distribució geogràfica
Es troba a l'oceà Atlàntic occidental: des del sud del Golf de Sant Llorenç i Nova Escòcia (el Canadà) fins a Carolina del Nord (els Estats Units).

## Costums
És bentònic.

## Observacions
És inofensiu per als humans.